# Melitaea orientalpestris
Melitaea orientalpestris är en fjärilsart som beskrevs av Ruggero Verity 1931. Melitaea orientalpestris ingår i släktet Melitaea och familjen praktfjärilar. Inga underarter finns listade i Catalogue of Life.